# مسجد خربانه (ناحية بياره)
جامع ومسجد خربانه هو من مساجد العراق الأثرية القديمة، ويقع في ناحية بيارة في قضاء حلبجة بمحافظة السليمانية، ولقد بني في عام 1210هـ/1795م في عهد الدولة العثمانية.
ويقع الجامع على سفوح جبال السليمانية في ناحية بيارة، والجامع ذو تصميم قديم تعلوه منارة مئذنة رفيعة، ولقد كان أصل هذا الجامع مدرسة دينية لتعليم الشريعة الإسلامية، ومن تلاميذ هذه المدرسة مفتي العراق الشيخ أمجد الزهاوي، ومولانا خالد النقشبندي، والشاعر مولوي، والشاعر نالي، وتقام فيهِ حالياً الصلوات الخمس، ولقد جرى تجديدهُ وإعادة بناؤه على نفقة الحاج إسماعيل بن الشيخ احمد الخرباني في عام 1385هـ/1965م، وجرى هدمه وإعادة بناؤه في عام 1410هـ/1989م، وكذلك جدد وأعيد بناؤه في عام 1431هـ/2010م على نفقة المحسن الشيخ محمد بن جعفر الخرباني.